# Єгяна Ахундова
Єгяна Аскер кизи Аху́ндова (азерб. Yeganə Əsgər qızı Axundova, нар. 22 травня 1960) — азербайджанська піаністка, композиторка і педагогиня. Народна артистка Азербайджану (2012).

## Життєпис
Єгяна Ахундова народилася 22 травня 1960 в Шекі. 1983 року закінчила Азербайджанську державну консерваторію ім. У. Гаджибекова (клас Н. Усубової), а 1985 року стажувалася в Московській консерваторії під керівництвом професора Л. Наумова. В репертуарі Є. Ахундової музика різних стилів і епох (Й. С. Бах, Л. Бетховен, В. А. Моцарт, Ф. Шопен, Р. Шуман, Ф. Ліст, К. Дебюссі, Ф. Пуленк, С. Рахманінов, С. Прокоф'єв, Д. Шостакович та ін.), зокрема й твори азербайджанських композиторів (Узеїр Гаджибеков, Кара Караєв, Фікрет Аміров, Джейхун Гаджибеийлі, Солтан Гаджибеков, Аріф Меліков та ін.)17[джерело?].
Гастролює за кордоном (Німеччина, Греція, Італія, Норвегія, Туреччина, Франція, Австрія, Польща, Велика Британія, Росія, Іспанія, Угорщина, Марокко, Румунія тощо). Виступала з будапештським «Duna Palota» (Угорщина), «Royal Filarmonic» (Велика Британія), зі стамбульським (Туреччина), ізраїльським, йоганнесбурзьким, віденським камерним та іншими оркестрами; диригенти К. Керссенброк, Ш. Мінц, Дж. Лоренза, Н. Наката, Р. Абдуллаєв, Р. Мелікасланов, Е. Багіров, Я. Адигозелов, Е. Кулієв та ін..
Від 1984 року працює в Азербайджанській консерваторії педагогинею за фахом фортепіано, від 2003 року — доцентка, від 2005 — проректорка з міжнародних зв'язків, звід 2009 року — професорка.
Є. Ахундова активно займається композиторською діяльністю і є авторкою фортепіанних прелюдій, сонатин, концертної п'єси «Ашузька» для двох фортепіано, пісень. Кліп «Mi Parti» знятий на музику Є. Ахундової нагороджений премією «Кращий музичний кліп у телевізійному просторі Азербайджану». Згодом створено 2 кліпи: «Ithaf» та «Mea Memoria». Ці композиції присвячено пам'яті Гейдара Алієва.
2005 року вела лекції за курсом азербайджанської та світової культури в університеті «Хазар». У грудні 2006 року під керівництвом Є. Ахундової відбулася прем'єра відомої музичної комедії У. Гаджибекова «Аршин мал алан» англійською мовою за участі студентів і викладачів університету «Хазар».

## Наукові роботи
- «Фортепіанні концерти С. Рахманінова»
- «Методико-виконавський аналіз Сонати для фортепіано № 3 О. М. Скрябіна»
- «Актуальні проблеми сучасного виконавського мистецтва»
- «Виконавське мистецтво як художня творчість»
- «Виконавський аналіз 13 прелюдій С. В. Рахманінова (ор.32)».

А також численні посібники для гри на фортепіано для середніх і вищих навчальних закладів

## Нагороди та звання
- Дипломант Міжнародного Закавказького конкурсу піаністів у Баку (Азербайджан, 1985)
- Заслужена артистка Азербайджану (2006)
- Національна премія «Хумай» (2007)
- Медаль імені Юсифа Мамедалієва (2007)
- Міжнародна премія «Жінка досягнень» Євро-американського жіночого консорціуму (EAWC у Греції)
- Міжнародна премія «Золота муза Ніагари» (Канада, Міжнародний ніагарський музичний фестиваль,2007)
- Народна артистка Азербайджану (2012)